# Edgar Lersch
Edgar Lersch (* 10. Oktober 1945 in Ahrweiler) ist ein deutscher Archivar und Medienhistoriker.
Edgar Lersch studierte Geschichte, Pädagogik, Katholische Theologie und Philosophie in Trier und Tübingen. 1977 wurde er am Fachbereich Geschichte der Universität Tübingen mit einer Arbeit über die Auswärtige Kulturpolitik der Sowjetunion in den 1920er Jahren promoviert. Anschließend machte er eine Ausbildung für den Höheren Archivdienst. Von 1979 bis zu seinem Ruhestand 2010 leitete er das Historische Archiv des Süddeutschen Rundfunks (seit 1998 Südwestrundfunk). 1980 wurde er Vorstandsmitglied des Studienkreises Rundfunk und Geschichte und 1986 Mitglied der Historischen Kommission der ARD.
Seit 2001 ist Edgar Lersch Honorarprofessor für Mediengeschichte und Archivkunde der Medien an der Universität Halle-Wittenberg. 

## Schriften (Auswahl)
- Rundfunk in Stuttgart. 1934–1949 (= Südfunk-Hefte. 17). Süddeutscher Rundfunk, Stuttgart 1990, ISBN 3-922308-16-3.
- mit Konrad Dussel, Jürgen K. Müller: Rundfunk in Stuttgart. 1950–1959 (= Südfunk-Hefte. 21). Süddeutscher Rundfunk, Stuttgart 1995, ISBN 3-922308-20-1.
- als Herausgeber mit Heinz H. Poker, Paul Sauer: Stuttgart in den ersten Nachkriegsjahren (= Veröffentlichungen des Archivs der Stadt Stuttgart. 66). Klett-Cotta, Stuttgart 1995, ISBN 3-608-91287-8.
- „Es hat ein jeder Toter des Bruders Angesicht“. Reflexionen eines Nachgeborenen über Heinrich Lersch. In: Muschelhaufen. Nummer 43, 2003, S. 158–167.
- als Herausgeber mit Helmut Schanze: Die Idee des Radios. Von den Anfängen in Europa und den USA bis 1933 (= Jahrbuch Medien und Geschichte. 2004). UVK, Konstanz 2004, ISBN 3-89669-462-6.
- mit Reinhold Viehoff: Geschichte im Fernsehen. Eine Untersuchung zur Entwicklung des Genres und der Gattungsästhetik geschichtlicher Darstellungen im Fernsehen 1995 bis 2003 (= Schriftenreihe Medienforschung der Landesanstalt für Medien Nordrhein-Westfalen. 54). Vistas, Berlin 2007, ISBN 978-3-89158-454-5.